# Show Your Hand (album)
Show Your Hand is het debuutalbum van de Schotse funk-/soulformatie Average White Band. Het werd in september 1973 uitgebracht op MCA. Het album ontving lovende recensies, maar was in eerste instantie geen succes. Pas nadat de band bij Atantic tekende en naar Amerika verhuisde werd Show Your Hand in 1975 opnieuw uitgegeven onder de titel Put It Where You Want It (naar de gelijknamige single van dit album), een nieuwe hoes en een nieuw openingsnummer. Het haalde de 39e plaats in de Billboard 200.

## Tracklijst
1. "The Jugglers" (AWB, Alan Gorrie) – 4:55
2. "This World Has Music" (Bamlett, Gorrie, Ware) – 5:45
3. "Twilight Zone" (Roger Ball, Gorrie) – 5:12
4. "Put It Where You Want It" (Joe Sample, Gorrie, Layne) – 4:00
5. "Show Your Hand" (Gorrie) – 3:40
6. "Back in '67" (Ball, Gorrie, Robbie McIntosh) – 4:00
7. "Reach Out" (AWB, Ball) – 4:00
8. "T.L.C." (AWB, Gorrie) – 8:20

Op de heruitgave Put It Where You Want It is "The Jugglers" vervangen door "How Can You Go Home" (AWB)

## Bezetting
- Malcolm Duncan – tenorsaxofoon
- Hamish Stuart – gitaren, lead- en achtergrondzang
- Onnie McIntyre – gitaren, achtergrondzang
- Roger Ball – piano, clavinet, altsaxofoon
- Alan Gorrie – basgitaar, lead- en achtergrondzang
- Robbie McIntosh – drums, percussie